# Matteo Sobrero
Matteo Sobrero (* 14. května 1997) je italský profesionální silniční cyklista jezdící za UCI WorldTeam Red Bull–Bora–Hansgrohe.

## Hlavní výsledky
2015
2. místo Trofeo Buffoni
3. místo Trofeo Città di Loano
2017
4. místo Trofeo Città di San Vendemiano
2018
vítěz Coppa della Pace
Národní šampionát
2. místo časovka do 23 let
2. místo Gran Premio Industrie del Marmo
3. místo Giro del Belvedere
5. místo G.P. Palio del Recioto
6. místo Trofeo Edil C
6. místo Trofeo Alcide Degasperi
Mistrovství světa
9. místo časovka do 23 let
2019
Národní šampionát
 vítěz časovky do 23 let
vítěz G.P. Palio del Recioto
3. místo Trofeo Laigueglia
3. místo Giro del Belvedere
2020
Národní šampionát
5. místo časovka
2021
Mistrovství Evropy
 vítěz smíšené týmové štafety
Národní šampionát
 vítěz časovky
Mistrovství světa
 3. místo smíšená týmová štafeta
Kolem Slovinska
3. místo celkově
2022
Giro d'Italia
vítěz 21. etapy (ITT)
lídr  po etapách 2 – 3
Mistrovství světa
 2. místo smíšená týmová štafeta
3. místo Chrono des Nations
Národní šampionát
4. místo časovka
Tour de Pologne
4. místo celkově
2023
Mistrovství Evropy
 2. místo smíšená týmová štafeta
Národní šampionát
3. místo časovka
Kolem Rakouska
4. místo celkově
vítěz 4. etapy
Vuelta a España
lídr  po 2. etapě
2024
AlUla Tour
4. místo celkově

### Výsledky na Grand Tours
| Grand Tour      | 2020 | 2021 | 2022 | 2023 | 2024 |
| --------------- | ---- | ---- | ---- | ---- | ---- |
| Giro d'Italia   | 76   | 61   | 70   | —    | —    |
| Tour de France  | —    | —    | —    | —    | 60   |
| Vuelta a España | —    | —    | —    | 86   |      |

| —   | Nezúčastnil se |
| DNF | Nedokončil     |